# オーストラリア大断崖

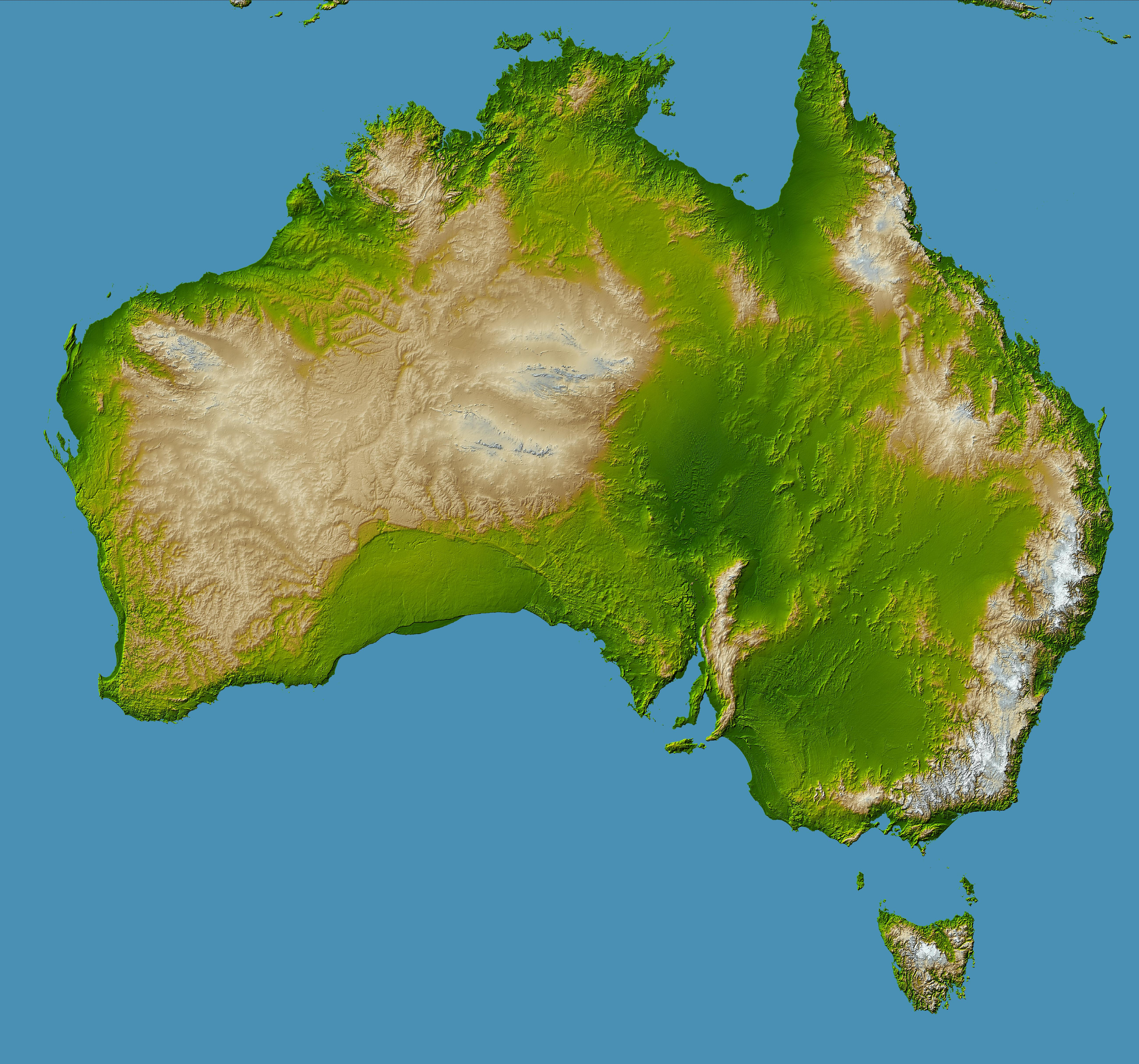
オーストラリアの地形図

オーストラリア大断崖（オーストラリアだいだんがい、英語: Great Escarpment, Australia）は、オーストラリア東部の大陸の東のほとんどに沿って、大分水嶺山脈の東を走る大きな断崖である。
この大断崖は中生代に新しい大陸縁辺が形成され、続いて地殻変動で隆起し、その後崖が後退したために作成された。
オーストラリア大断崖は北から南にかけて、長さが約3,600キロメートル（2,200マイル）あると推定されている。

## 参照項目
- オーストラリアの地理
- ブラジル大断崖
- 南部アフリカ大断崖
- 世界の崖（リスト）